# Salvia areysiana
Salvia areysiana là một loài thực vật có hoa trong họ Hoa môi. Loài này được Deflers miêu tả khoa học đầu tiên năm 1896.